# Zilverlinde
De zilverlinde (Tilia tomentosa) is een plant uit de kaasjeskruidfamilie (Malvaceae). De boom komt van nature voor vanaf het noorden van Hongarije tot en met het noorden van Turkije en het westen van Oekraïne.
De boom kan 25 m hoog worden en heeft een loodgrijze stam met ook op latere leeftijd nog een gladde bast, die echter pas bij zeer oude bomen minder glad is geworden. De gesteltakken zijn witviltig behaard. De onderzijde van het blad is dicht behaard met sterharen en daardoor zilverwit van kleur. De boom bloeit half juli met hangende bloeiwijzen (tuilen) met zeven tot tien viltig behaarde, sterk geurende bloemen. De boom stelt geen bijzondere bodemeisen, verdraagt redelijk veel wind, stof en rook en kan goed in verharding worden toegepast. De boom heeft weinig last van druipen. Verder is hij goed bestand tegen droogte en wordt hij weinig aangetast door ziektes.
Hoewel men vroeger dacht dat de zilverlinde giftig was voor (inheemse) bijen en hommels omdat de bomen mannose bevatten, blijkt dit niet waar te zijn. Eventuele sterfte onder insecten komt voort uit gebrek aan nectar voor alle insecten die op de aantrekkelijke geur van de bloeiende linde af komen. De insecten gebruiken meer energie dan er nectar is, waardoor ze uitgeput uit de boom vallen en sterven.
De boom wordt vegetatief vermeerderd door enting op een onderstam van de zomerlinde (Tilia platyphyllos) en aangeplant in brede straten en lanen.

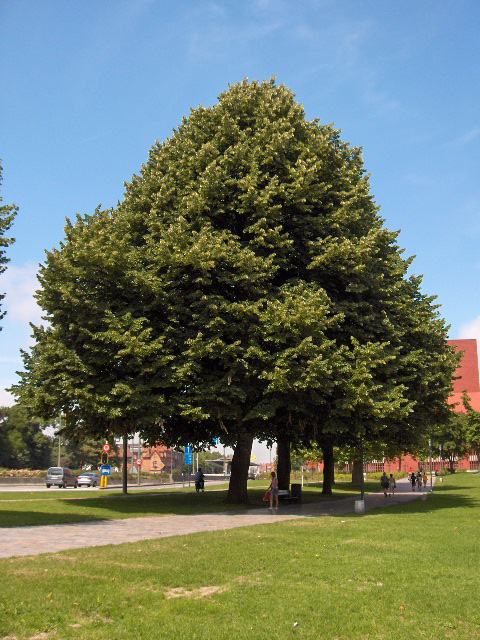
Zilverlinde

## Rassen
Bekende rassen zijn
- Brabant, een Nederlands ras
- Szeleste afkomstig uit Hongarije

... · 
T. americana var. americana (Amerikaanse linde) · 
T. amurensis (amoerlinde) · 
T. cordata (winterlinde) · 
T. dasystyla (Kaukasische linde) · 
T. ×europea (krimlinde) · 
T. platyphyllos (zomerlinde) · 
T. tomentosa (zilverlinde) · 
T. ×vulgaris (Hollandse linde) · 
...